# Nicholas Long
Nicholas Long (nascido em 6 de outubro de 1989) é um ciclista estadunidense. Especializado em ciclismo BMX, Long competiu nos Jogos Pan-Americanos de 2015.